# Mario Rebollo
Mario Alberto Rebollo Bergero (n. Montevideo, Uruguay, 8 de diciembre de 1964) es un exfutbolista uruguayo. Jugó de defensa y militó en clubes de Uruguay, Argentina, Chile, Ecuador y Perú.
Con el Colo Colo fue campeón de la Copa Interamericana en 1992

## Selección nacional
Entre los años 1986 y 1989 fue convocado a la selección de su país, conformada por los directores técnicos Fleitas y Tabárez.

## Clubes
| Club                 | País      | Año       |
| -------------------- | --------- | --------- |
| Montevideo Wanderers | Uruguay   | 1987-1989 |
| San Lorenzo          | Argentina | 1989-1990 |
| Cerro                | Uruguay   | 1991      |
| Colo-Colo            | Chile     | 1992      |
| Bella Vista          | Uruguay   | 1993      |
| Deportivo Cuenca     | Ecuador   | 1994      |
| Central Español      | Uruguay   | 1995      |
| Cienciano            | Perú      | 1996      |
| Rentistas            | Uruguay   | 1997-1999 |